# Solent Thrashers 2014
Questa voce raccoglie le informazioni riguardanti i Solent Thrashers nelle competizioni ufficiali della stagione 2014.

## BAFA NL National Division 2014

### Stagione regolare
| 27 aprile 2014 3ª giornata | Bristol Apache | 0 – 46 | Solent Thrashers |  |

| 4 maggio 2014 4ª giornata | Gloucester Centurions | 15 – 67 | Solent Thrashers |  |

| 11 maggio 2014 5ª giornata | Solent Thrashers | 66 – 0 | Torbay Trojans |  |

| 25 maggio 2014 7ª giornata | Bournemouth Bobcats | 18 – 26 | Solent Thrashers |  |

| 8 giugno 2014 9ª giornata | Solent Thrashers | 58 – 6 | Farnham Knights |  |

| 15 giugno 2014 10ª giornata | Solent Thrashers | 66 – 6 | Portsmouth Dreadnoughts |  |

| 29 giugno 2014 12ª giornata | Cornish Sharks | 0 – 1 (a tavolino) | Solent Thrashers |  |

| 20 luglio 2014 14ª giornata | Swindon Storm | 13 – 26 | Solent Thrashers |  |

| 3 agosto 2014 16ª giornata | Solent Thrashers | 73 – 6 | Bristol Apache |  |

| 10 agosto 2014 17ª giornata | Solent Thrashers | 1 – 0 (a tavolino) | Gloucester Centurions |  |

### Playoff
| 24 agosto 2014 Quarti di finale | Solent Thrashers | 35 – 20 | Ouse Valley Eagles |  |

| 31 agosto 2014 Semifinale | Solent Thrashers | 14 – 17 | Edinburgh Wolves |  |

## Statistiche di squadra
| Competizione      | %Vittorie | In casa | In casa | In casa | In casa | In casa | In casa | In trasferta | In trasferta | In trasferta | In trasferta | In trasferta | In trasferta | Totale | Totale | Totale | Totale | Totale | Totale |
| Competizione      | %Vittorie | G       | V       | N       | P       | Pf      | Ps      | G            | V            | N            | P            | Pf           | Ps           | G      | V      | N      | P      | Pf     | Ps     |
| ----------------- | --------- | ------- | ------- | ------- | ------- | ------- | ------- | ------------ | ------------ | ------------ | ------------ | ------------ | ------------ | ------ | ------ | ------ | ------ | ------ | ------ |
| Stagione regolare | 1.000     | 5       | 5       | 0       | 0       | 264     | 18      | 5            | 5            | 0            | 0            | 166          | 46           | 10     | 10     | 0      | 0      | 430    | 64     |
| Playoff           | .500      | 2       | 1       | 0       | 1       | 49      | 37      | 0            | 0            | 0            | 0            | 0            | 0            | 2      | 1      | 0      | 1      | 49     | 37     |
| Totale            | .917      | 7       | 6       | 0       | 1       | 313     | 55      | 5            | 5            | 0            | 0            | 166          | 46           | 12     | 11     | 0      | 1      | 479    | 101    |